# تأريخ الإمبراطورية البريطانية
يشير مصطلح تأريخ الإمبراطورية البريطانية إلى الدراسات والمصادر والتفاسير والأساليب النقدية التي يَعتمد عليها الباحثون في تفصيل تاريخ الإمبراطورية البريطانية. التركيز هنا مُنصبّ على المؤرخين وأفكارهم، وأما الأراضي والتواريخ فتناولتها مقالة الإمبراطورية البريطانية. طالما درس الباحثون الإمبراطورية، باحثين أسباب تكوُّنها، وعلاقاتها بالإمبراطورية الفرنسية وغيرها، وأصناف الذين صاروا إمبرياليِّين أو مناهضين للإمبريالية وطبيعة تفكيرهم. ولَفَت تاريخ انهيارها انتباه مؤرخي الولايات المتحدة (انفصلت في 1776) والهند (استقلت في 1947) والمستعمرات الإفريقية (استقلت في ستينيات القرن العشرين). حدد جون داروين (2013) أربعة أهداف إمبراطورية: الاستعمار والتمْدين والتحويل والتجارة.
في القرن الماضي تناول المؤرخون التاريخ الإمبراطوري من زوايا عديدة، وفي العقود الأخيرة تَوسّع الباحثون في مواضيعهم الخاصة بالتاريخ الاجتماعي والثقافي، واعتنوا عناية خاصة بتأثُّر السكان الأصليين وردودهم. مؤخرًا أدى العامل الثقافي إلى لفت الانتباه إلى أهمية اللغة والدين والجندر والهوية. وتناولت نقاشات حديثة علاقة «المِتْرُوبُول» (بريطانيا العظمى نفسها، ولا سيما لندن) بالدول الهامشية المستعمَرة. اعتنى مؤرخو «العالَم البريطاني» بالروابط المادية والعاطفية والمالية التي كانت قائمة بين الاستعماريين عبر شتات الإمبراطورية. وأما المؤرخون الإمبراطوريون الجُدد فانصبّت عنايتهم على أثر الإمبراطورية في المتروبول، بِصوره ويومياته. قال فيليب باكنر إنه بحلول تسعينيات القرن العشرين قلّ عدد المؤرخين الذين يعدون الإمبراطورية خيرًا ويرسمون لها صورة جيدة، فالفكر الجديد بينهم كان مائلًا إلى أن أثرها لم يكن عظيمًا كما يُصوَّر، لأنهم اكتشفوا الطرق العديدة التي أثر بها الحكم الإمبراطوري في السكان المحليين، فصار التاريخ الإمبراطوري في عيونهم «أقل أهمية مما كان يُظن» على حد كلام باكنر.

## الإطار التاريخي
المؤرخون مُجْمِعون على أن الإمبراطورية نشأت بلا تخطيط مسبَق من أي واحد. فمفهوم «الإمبراطورية البريطانية» نشأ هكذا من غير أن يكون له كيان قانوني مسبَق، خلافًا للإمبراطورية الرومانية وغيرها من الإمبراطوريات الأوروبية، فلم يكن ثمة دستور إمبراطوري ولا مكتب إمبراطوري ولا قوانين موحَّدة. ولذا فكل مِن مَبدأ الإمبراطورية ومنتهاها وأطوارها مبنيّ على الرأي والظن، بلا مراسيم أو أوراق رسمية. كانت المرحلة الفاصلة في تاريخ بريطانيا هي فترة 1763-1793، إذ تحوّل تركيزها من الغرب إلى الشرق بعد استقلال الولايات المتحدة، وتغيرت بيروقراطية لندن المسيطرة على المستعمرات، وتغيرت أيضًا سياسات مستعمرات المستوطِنين البيض، وتُخُلِّص من العبودية.
بداية الإمبراطورية الاستعمارية محل نظر أيضًا. لقد بدأ الاستعمار البريطاني لأيرلندا بغزو تيودور لها في ثلاثينيات القرن السادس عشر، واكتمل بغزو كرومويل في خمسينيات القرن السابع عشر. ووُضع أول كتاب تاريخي مهم في 1883، وهو كتاب السير جون سِيلي «توسُّع إنجلترا» الذي كان من أكثر الكتب مبيعًا على مر عقود، وحظي بإعجاب كثيرين من الإمبرياليين البريطانيين، وبمعارضة مضادي الإمبريالية في الحزب الليبرالي البريطاني. تناول الكتاب: كيف وضعت بريطانيا يدها على المستعمرات، ولماذا، وخصائص الإمبراطورية، والسياق الذي ينبغي أن يُنظر إليها فيه. كان كتابًا جيدًا مقنِعًا. رأى سيلي أن الحكم البريطاني كان في مصلحة الهند، وأنها كانت محتاجة إلى حماية، ونوّه بأنها زادت مسؤوليات بريطانيا والأخطار المحدقة بها. وحوى الكتاب مقولته الشهيرة «الظاهر أننا -إن صح التعبير- غزونا نصف العالم في حالة من شرود الذهن». كان توقيت صدوره مناسبًا جدًّا، وساهم مساهمة كبيرة في جعْل بريطانيا تعُد المستعمرات توسُّعًا لها ولِقَوميتها، وفي تأكيد قيمة الإمبراطورية البريطانية وأهميتها في الشرق. أعرب إيه پي نيوتن في كتابه عن تاريخ الإمبراطورية البريطانية الصادر في 1940 عن أسفه من أن سيلي «انصبّ تركيزه على الحروب العظمى التي اندلعت في القرن الثامن عشر، فتكوّن انطباع خاطئ مفاده أن الإمبراطورية إنما تأسست بالحرب والغزو، انطباع ترسَّخ مع الأسف في أذهان العوامّ، لا في بريطانيا العظمى حسب، بل في بلدان أجنبية أيضًا».